# Sebastián Aranda
Sebastián Aranda (Lima, 7 de octubre de 2003) es un futbolista peruano. Juega como lateral izquierdo y su equipo actual es el Sport Boys de la Primera División del Perú.

## Trayectoria
Formado en las divisiones inferiores del Alianza Lima, Aranda firmó su primer contrato profesional con el club en junio de 2021, aunque en esa temporada únicamente jugó con la sub-18 del club.

### Universidad San Martín
En febrero de 2022, Aranda fue cedido a préstamo a la Universidad San Martín por un año. Debutó profesionalmente en la el 12 de febrero de 2022 ante Universitario. Participó en 23 duelos durante la temporada.

### Reserva de Alianza Lima
Culminando su estancia en el cuadro santo, el entrenador de la reserva de Alianza Lima, Nixon Perea, solicitó su retorno para afrontar el Torneo de Promoción y Reserva y la Copa Libertadores sub-20. Estuvo en algunos partidos de la liga local juvenil y, en el campeonato internacional, fue el autor del único gol de los blanquiazules allí.

### Unión Comercio
El 12 de julio de 2023 en búsqueda de volver a alternar en un elenco adulto, fue cedido a préstamo al Unión Comercio para el Torneo Clausura. Disputó 15 encuentros todos como titular, teniendo 1 gol y 1 asistencia, marcando así su primera anotación como profesional en su carrera en la victoria 0-1 ante el Atlético Grau y llegando a salvar el descenso con el conjunto amazónico. 

## Selección nacional
Es seleccionado juvenil por Perú. Fue citado al Campeonato Sudamericano Sub-20 de 2023.

## Estadísticas
Actualizado al último partido disputado el 13 de marzo de 2024.
| Club                          | Div.          | Temporada     | Liga  | Liga  | Copas nacionales | Copas nacionales | Copas internacionales | Copas internacionales | Total | Total |
| Club                          | Div.          | Temporada     | Part. | Goles | Part.            | Goles            | Part.                 | Goles                 | Part. | Goles |
| ----------------------------- | ------------- | ------------- | ----- | ----- | ---------------- | ---------------- | --------------------- | --------------------- | ----- | ----- |
| Universidad San Martín · Perú | 1.ª           | 2022          | 23    | 0     | —                | —                | —                     | —                     | 23    | 0     |
| Universidad San Martín · Perú | Total club    | Total club    | 23    | 0     | 0                | 0                | 0                     | 0                     | 23    | 0     |
| Unión Comercio · Perú         | 1.ª           | 2023          | 14    | 1     | —                | —                | —                     | —                     | 14    | 1     |
| Unión Comercio · Perú         | Total club    | Total club    | 14    | 1     | 0                | 0                | 0                     | 0                     | 14    | 1     |
| Alianza Lima · Perú           | 1.ª           | 2024          | 1     | 0     | —                | —                | —                     | —                     | 1     | 0     |
| Alianza Lima · Perú           | Total club    | Total club    | 1     | 0     | 0                | 0                | 0                     | 0                     | 1     | 0     |
| Unión Comercio · Perú         | 1.ª           | 2024          | 10    | 0     | —                | —                | —                     | —                     | 10    | 0     |
| Unión Comercio · Perú         | Total club    | Total club    | 10    | 0     | 0                | 0                | 0                     | 0                     | 10    | 0     |
| Sport Boys · Perú             | 1.ª           | 2025          | 0     | 0     | —                | —                | —                     | —                     | 0     | 0     |
| Sport Boys · Perú             | Total club    | Total club    | 0     | 0     | 0                | 0                | 0                     | 0                     | 0     | 0     |
| Total carrera                 | Total carrera | Total carrera | 48    | 1     | 0                | 0                | 0                     | 0                     | 48    | 1     |